# Шесто чувство
„Шесто чувство“ (на английски: The Sixth Sense) е американски филм от 1999 година, психологически трилър на режисьора М. Найт Шаямалан по негов собствен сценарий.
В центъра на сюжета са отношенията между детски психолог с тежки семейни проблеми и негов пациент – момче, което вижда призраците на умрели хора. Главните роли се изпълняват от Брус Уилис, Хейли Джоуел Осмънт, Тони Колет, Оливия Уилямс.

## Резюме на филма
Във Филаделфия, детският психолог Малкълм Кроу е застрелян от пациента си Винсент. Месеци по-късно той започва да работи с деветгодишния Кол Сиър. Кол признава, че вижда мъртви хора, които се движат, без да осъзнават, че са мъртви. Първоначално Малкълм смята, че Кол има халюцинации, но след като слуша звукозапис от стария си пациент, започва да вярва, че Кол говори истината и му предлага да комуникира с призраците.
Кол помага на духа на починало дете на име Кира, като разкрива, че тя е била отровена и информира нейния баща, което спасява по-малката ѝ сестра. В този процес Кол социално и емоционално се укрепва и съветва Малкълм да изгражда по-дълбока връзка с жена си.
Накрая Малкълм осъзнава, че всъщност е мъртъв. Той приема тази истина благодарение на работата си с Кол и изразява любовта си към съпругата си, намирайки вътрешен мир и напуска този свят.

## Актьорски състав
| Актьор              | Роля          |
| ------------------- | ------------- |
| Брус Уилис          | Малкълм Кроу  |
| Хаели Джоуел Осмънт | Коул Сеър     |
| Тони Колет          | Лин Сеър      |
| Оливия Уилямс       | Ана Кроу      |
| Тревър Морган       | Томи Тамисимо |
| Дони Уолбърг        | Винсънт Грей  |

## Награди и номинации
- №89 в 100 години Американски филмов институт... 100 филма
- №60 в 100 години Американски филмов институт... 100 тръпки

| Награда                              | Категория                        | Номиниран(и)            | Резултат  |
| ------------------------------------ | -------------------------------- | ----------------------- | --------- |
| Награди на филмовата академия на САЩ | Най-добър филм                   | Най-добър филм          | номинация |
| Награди на филмовата академия на САЩ | Най-добър филмов монтаж          | Най-добър филмов монтаж | номинация |
| Награди на филмовата академия на САЩ | Най-добра поддържаща мъжка роля  | Хайли Джоел Осмънт      | номинация |
| Награди на филмовата академия на САЩ | Най-добра поддържаща женска роля | Тони Колет              | номинация |
| Награди на филмовата академия на САЩ | Най-добра режисура               | М. Найт Шемалан         | номинация |
| Награди на филмовата академия на САЩ | Най-добър оригинален сценарий    | М. Найт Шемалан         | номинация |
| Награда на БАФТА                     | Най-добър филм                   | Най-добър филм          | номинация |
| Награда на БАФТА                     | Най-добър филмов монтаж          | Най-добър филмов монтаж | номинация |
| Награда на БАФТА                     | Най-добра режисура               | М. Найт Шемалан         | номинация |
| Награда на БАФТА                     | Най-добър оригинален сценарий    | М. Найт Шемалан         | номинация |
| Златен глобус                        | Най-добър поддържащ актьор       | Хайли Джоел Осмънт      | номинация |
| Златен глобус                        | Най-добър сценарий               | М. Найт Шемалан         | номинация |
| Небюла                               | Най-добър сценарий               | М. Найт Шемалан         | награда   |
| Хюго                                 | Най-добро драматично представяне | М. Найт Шемалан         | номинация |